# Barzija
Barzija (Bulgaars: Бързия) is een dorp in het noordoosten van Bulgarije. Het dorp is gelegen in de gemeente Berkovitsa, oblast Montana. Het dorp ligt 23 km ten zuidwesten van Montana en 57 kilometer ten noorden van Sofia.

## Bevolking
Op 31 december 2020 telde het dorp Barzija 1.245 inwoners, een halvering ten opzichte van het maximale aantal van 2.748 personen in 1956.
| Bevolkingsontwikkeling tussen 1934 en 2020          |
| --------------------------------------------------- |
|                                                     |
| Bron: Nationaal Statistisch Instituut van Bulgarije |

In het dorp wonen voornamelijk etnische Bulgaren. In de optionele volkstelling van 2011 identificeerden 1.437 van de 1.458 respondenten zichzelf als etnische Bulgaren, oftewel 98,6% van de bevolking. 
| Etnische samenstelling van de respondenten (2011) | Etnische samenstelling van de respondenten (2011) | Etnische samenstelling van de respondenten (2011) | Etnische samenstelling van de respondenten (2011) | Etnische samenstelling van de respondenten (2011) |
| ------------------------------------------------- | ------------------------------------------------- | ------------------------------------------------- | ------------------------------------------------- | ------------------------------------------------- |
|                                                   |                                                   |                                                   |                                                   |                                                   |
| Bulgaren                                          | Bulgaren                                          |                                                   | 98,6%                                             | 98,6%                                             |
| Turken                                            | Turken                                            |                                                   | 0,0%                                              | 0,0%                                              |
| Roma                                              | Roma                                              |                                                   | 0,0%                                              | 0,0%                                              |
| Anders/Onbekend                                   | Anders/Onbekend                                   |                                                   | 1,4%                                              | 1,4%                                              |